# Нечујам
Нечујам је насељено место у саставу општине Шолта, на острву Шолти, Сплитско-далматинска жупанија, Република Хрватска.

## Историја
До територијалне реорганизације у Хрватској налазио се у саставу старе општине Сплит. Као самостално насељено место, Нечујам постоји од пописа 2001. године. Настало је издвајањем дела насеља Грохоте.

## Становништво
На попису становништва 2011. године, Нечујам је имао 171 становника. За национални састав 1991. године, погледати под Грохоте.
| Број становника по пописима | Број становника по пописима | Број становника по пописима | Број становника по пописима | Број становника по пописима | Број становника по пописима | Број становника по пописима | Број становника по пописима | Број становника по пописима | Број становника по пописима | Број становника по пописима | Број становника по пописима | Број становника по пописима | Број становника по пописима | Број становника по пописима | Број становника по пописима |
| --------------------------- | --------------------------- | --------------------------- | --------------------------- | --------------------------- | --------------------------- | --------------------------- | --------------------------- | --------------------------- | --------------------------- | --------------------------- | --------------------------- | --------------------------- | --------------------------- | --------------------------- | --------------------------- |
| 1857                        | 1869                        | 1880                        | 1890                        | 1900                        | 1910                        | 1921                        | 1931                        | 1948                        | 1953                        | 1961                        | 1971                        | 1981                        | 1991                        | 2001                        | 2011                        |
| 0                           | 0                           | 0                           | 0                           | 0                           | 0                           | 0                           | 0                           | 0                           | 12                          | 19                          | 6                           | 0                           | 0                           | 80                          | 171                         |

Напомена: У 2001. настало је издвајањем из насеља Грохоте. Исказује се као део насеља од 1953. до 1971. Од 1857. до 1948., у 1981. и 1991. подаци су садржани у насељу Грохоте.